# Chapela

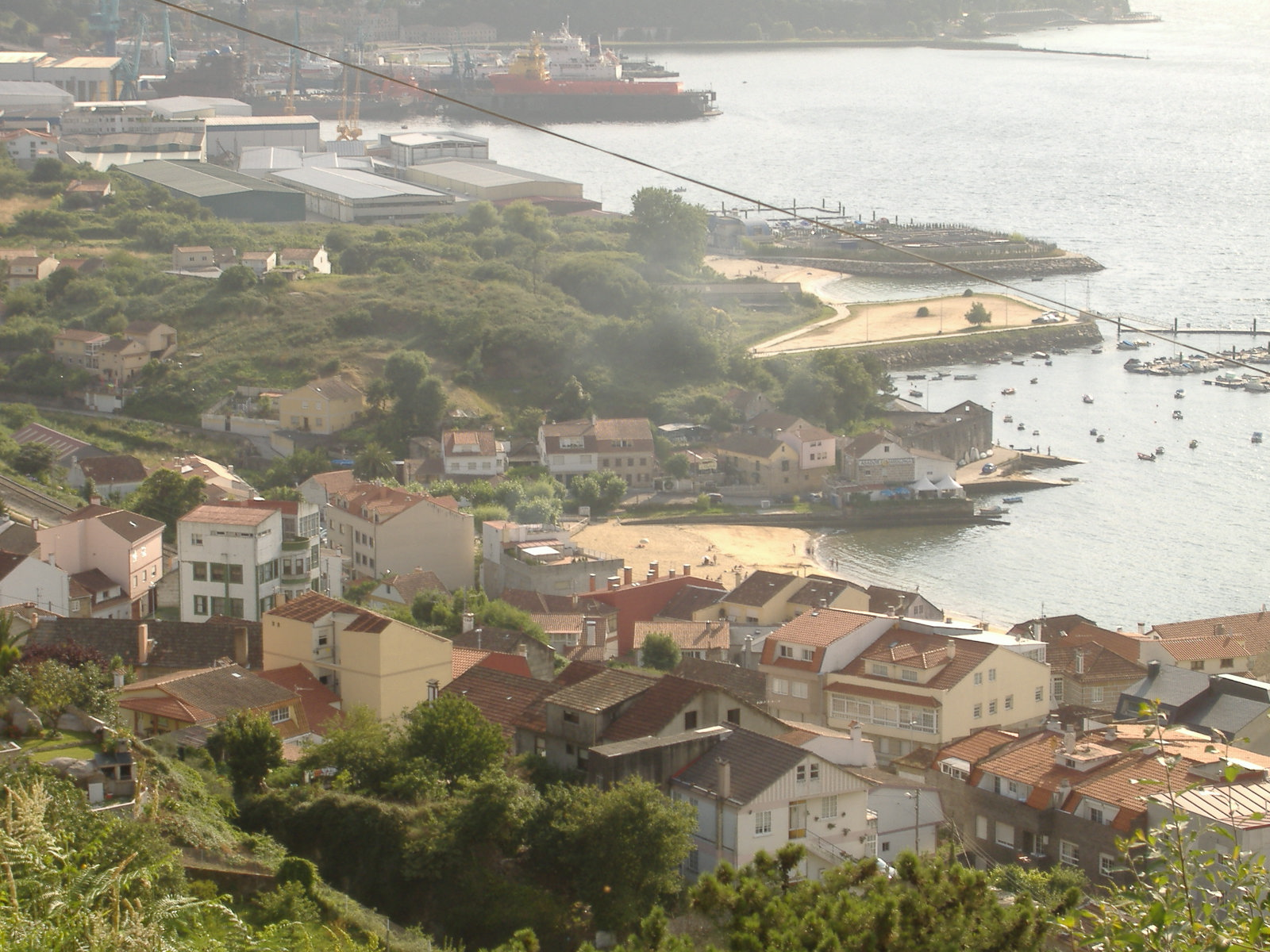
Imagen desde la parte más alta de Chapela

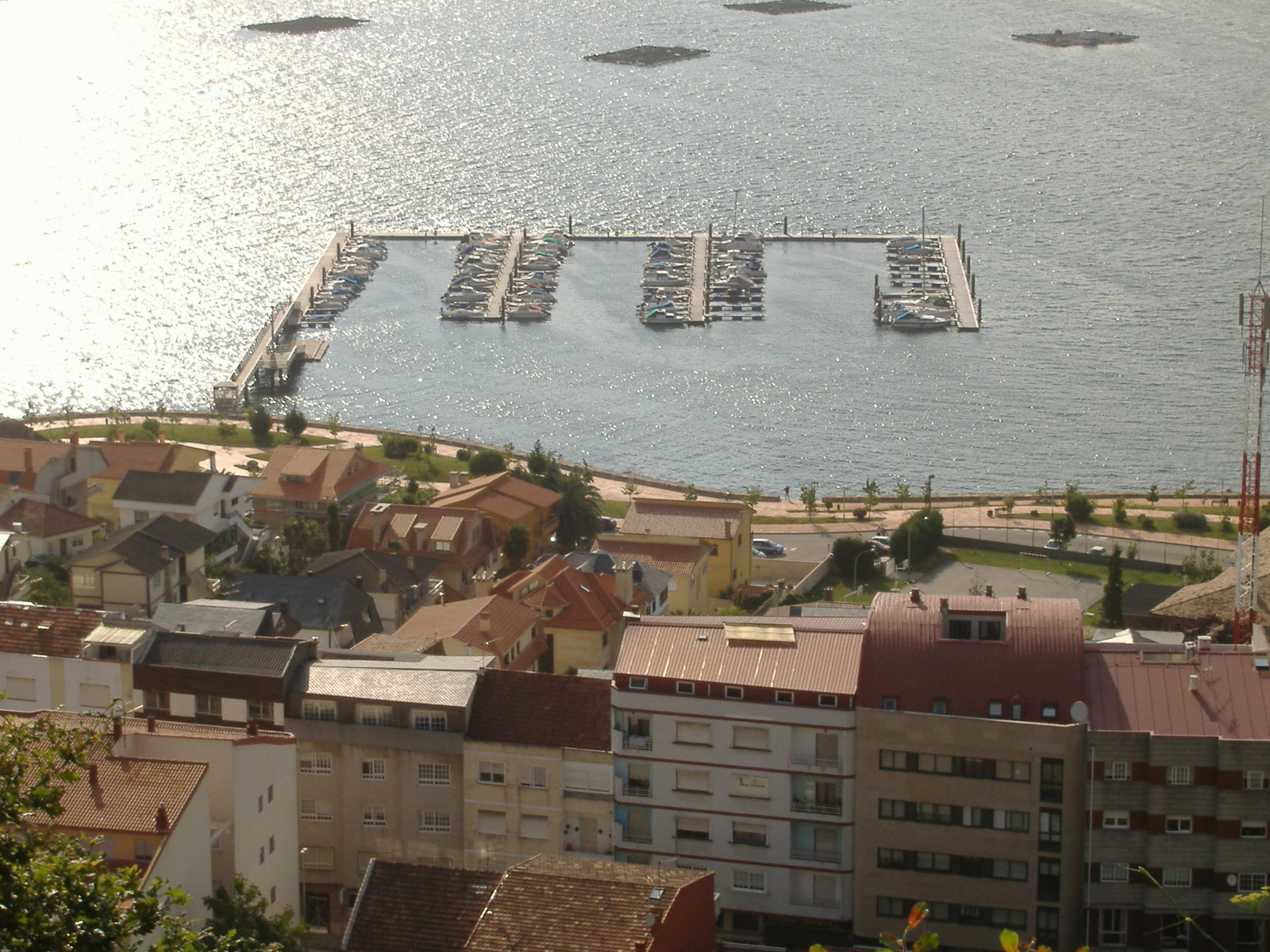
Imagen de Chapela, con una perspectiva de la ría de Vigo y sus bateas al fondo.

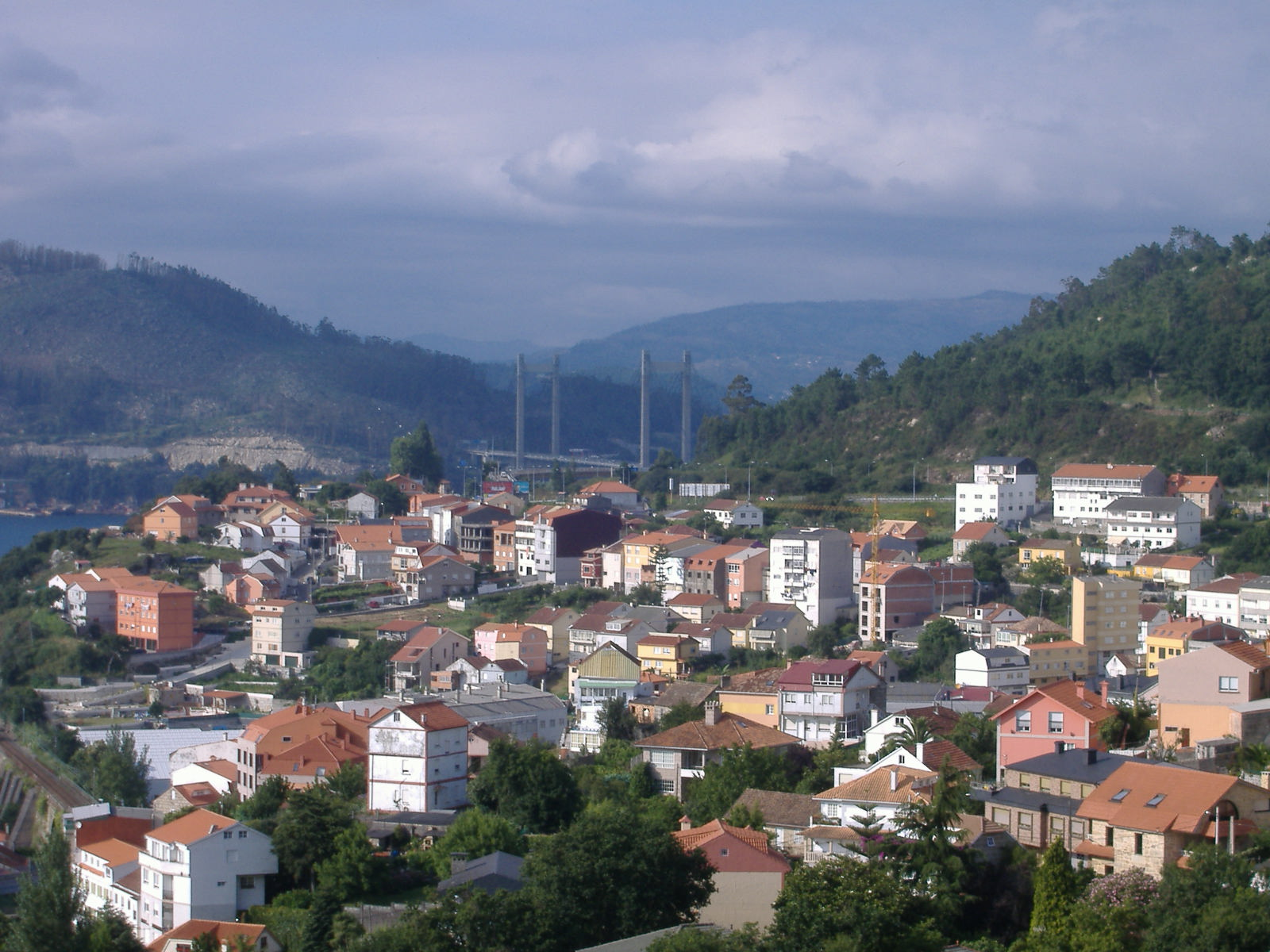
Imagen de la parroquia de Chapela, con el puente de Rande al fondo.

Chapela (San Fausto de Chapela) es una parroquia del municipio pontevedrés de Redondela, en Galicia (España).
Es una villa marinera en la que la industria tiene gran peso, y cuya principal factoría es Pescanova. Además, es sede de la redacción y de los talleres gráficos del rotativo decano de la prensa española, el Faro de Vigo, fundado el 3 de noviembre de 1853.

## Toponimia
El nombre de Chapela alude a una capilla situada en el Alto de la Encarnación, por donde transcurría antiguamente el Camino Real. Los viajeros de las diligencias tenían que subir por el camino de O Folón, tirando de ellas y, una vez llegadas arriba, se santiguaban en la pila de un crucero, el Cruceiro de Chapela, que se ubicaba frente a esa capilla, la Capela do Frade (en español, Capilla del Fraile) y el cementerio.
El gentilicio de Chapela es chapelanos, y también beretes en honor a un pez de la ría a la que pertenece. 

## Demografía
Tiene una población de 7261 habitantes, de los que 3502 son varones y 3759 mujeres, de acuerdo con el padrón municipal de habitantes de 2022, que publica el INE.

## Paisaje

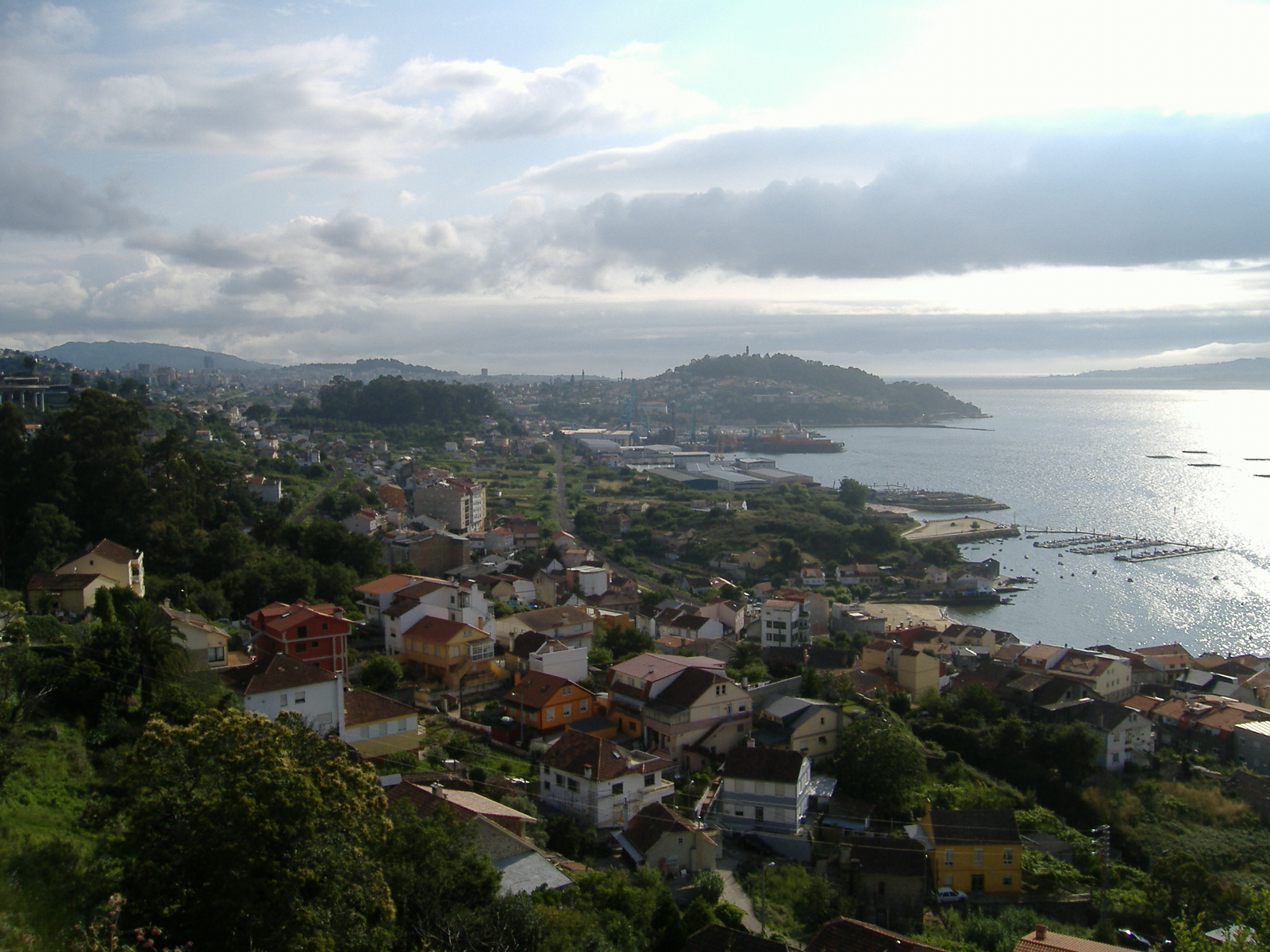
Vista de la parroquia de Chapela, desde O Pinar do Crego y al fondo, el monte de La Guía y la ciudad de Vigo.

Bosque atlántico, con excelentes puestas de sol orientadas desde San Vicente de Trasmañó , pasando por los montes del Picoto, hasta  A Madroa, como puntos más altos.
Su playa más conocida es la de Arealonga, a la que se accede a través de la avenida de San Telmo, y que es limítrofe con el barrio y monte de A Cacharela, perteneciente este último al municipio de Vigo.

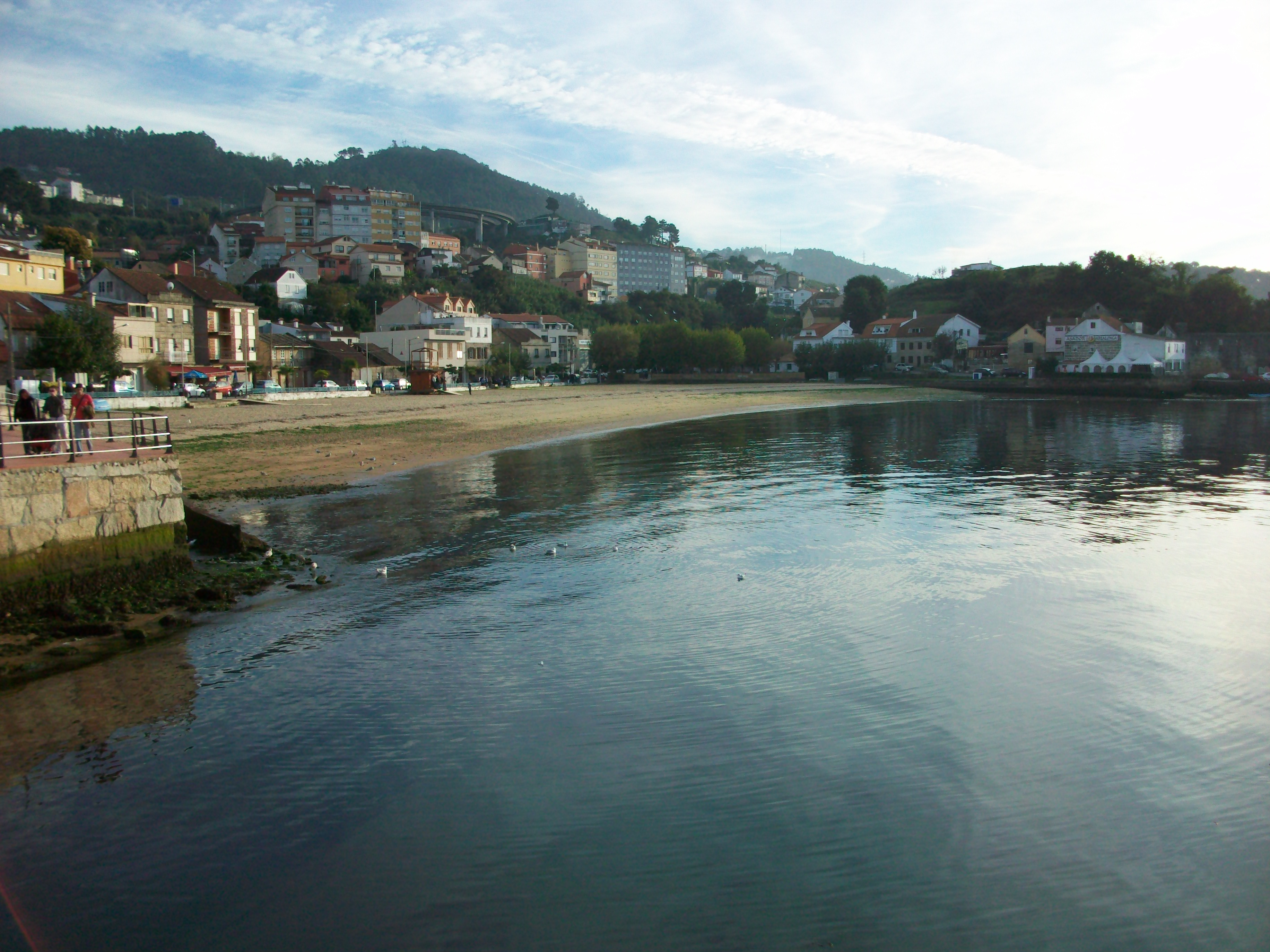
Playa de Arealonga

## Ocupaciones
Las principales actividades se desarrollan en el sector pesquero, y de servicios. Existe un importante porcentaje de población activa que desarrolla su actividad laboral en la vecina ciudad de Vigo.
Como empresas más importantes tiene la sede central de Pescanova y los talleres y redacción de Faro de Vigo, diario decano de la prensa española y varias empresas del sector pesquero y frigoríficos.

## Comunicaciones

### Carreteras

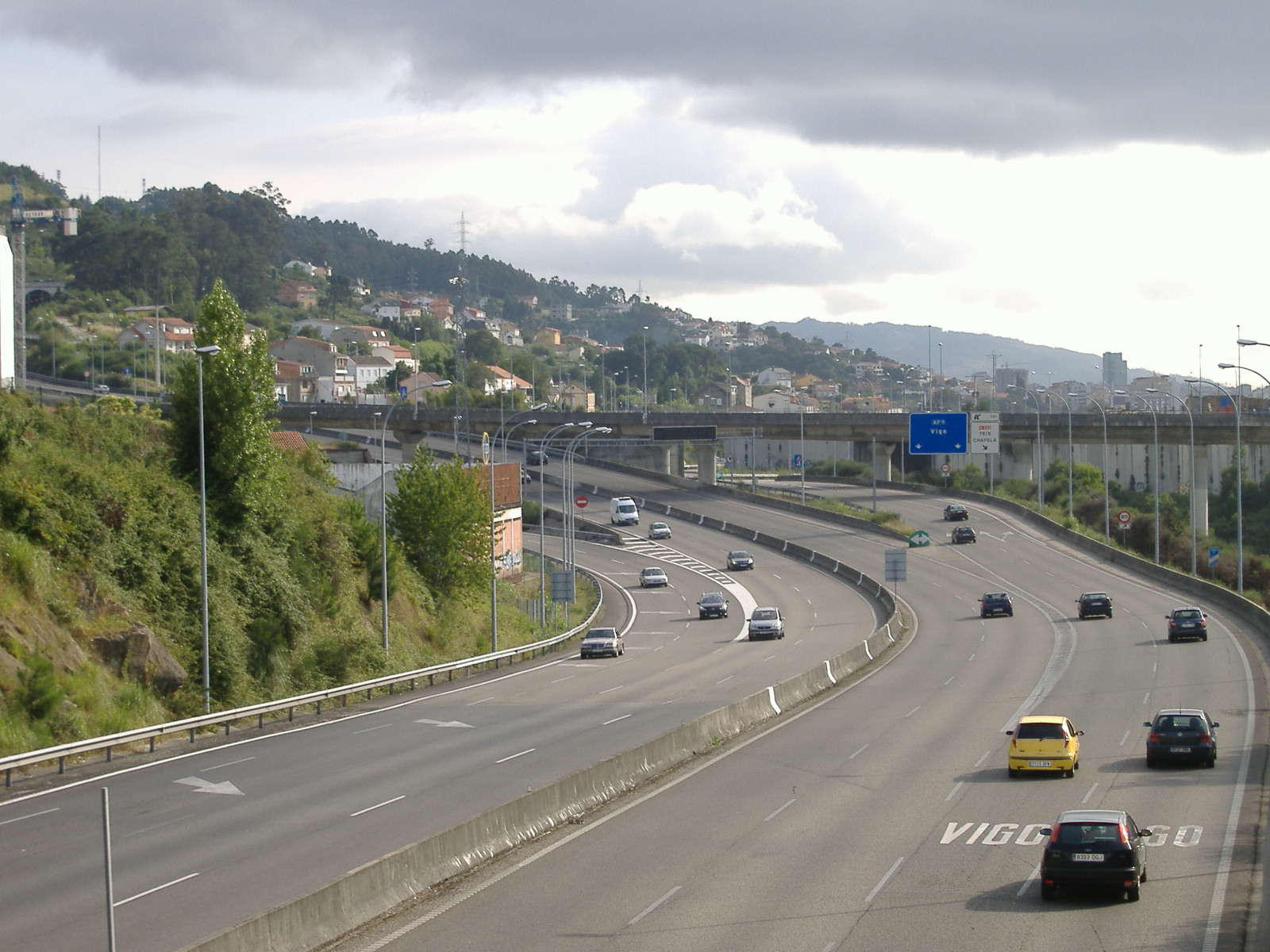
Autopista del Atlántico a su paso por Chapela.

Debido a la cercanía con la ciudad de Vigo, Chapela está bien comunicada por carretera, cruzando esta parroquia la autopista de peaje AP9, que parte en dos la zona urbana de Chapela, pudiéndose acceder a ella (en sentido a Pontevedra) desde la carretera nacional N-552.
Desde la AP9 y procedente de Pontevedra, hay una salida hacia la parroquia por Teis, a pocos metros del límite municipal entre Vigo y Redondela, incorporándose a la carretera N-552.
Otras vías importantes son la mencionada carretera nacional N-552 (entre Vigo y Redondela, que enlaza aquí con la N-550, Tuy-La Coruña), que transcurre por la parte alta de la parroquia y que se denomina avenida de Redondela a su paso por Chapela.
La carretera provincial PO-323 (Alto de la Encarnación-Vigo) cruza la parroquia por la parte baja, cerca de su orillamar. Es la antigua carretera de Castilla y, hasta el traspaso de su gestión a la Junta de Galicia, fue carretera nacional. Se inicia en el Alto de la Encarnación, en el cruce con la N-552, hasta la zona denominada Cuatro Puentes en el límite municipal con Vigo; la carretera a su paso por Chapela, se denomina avenida de Vigo.

### Transporte urbano
Chapela está comunicada con el municipio de Vigo, a través de la línea C3 del transporte urbano vigués. El C3 transcurre por la avenida de Vigo hasta el Alto de la Encarnación y vuelta por la avenida de Redondela (en ambas direcciones), con frecuencias de un cuarto de hora en días laborables y media hora los fines de semana y festivos.
También pasan por Chapela líneas interurbanas como la línea Vigo - Redondela de Autos González y los de la empresa Monbús que realizar en recorrido entre Vigo y Pontevedra por carretera.

### Transporte interurbano
Autocares González presta servicio de autobuses interurbanos entre Vigo y Redondela, pasando por Chapela, haciendo paradas a lo largo de la avenida de Vigo. Castromil (del grupo empresarial Monbús), también presta servicio en la parroquia, haciendo paradas en la avenida de Vigo, entre Vigo y Pontevedra, a través de la N-552.

### Transporte ferroviario
Chapela contaba con una estación de ferrocarril, en la avenida de Vigo, en la que efectuaban parada los trenes de media distancia de la línea Vigo-La Coruña, así como determinados servicios de la línea Vigo-Orense.
La estación quedó sin servicio el 28 de agosto de 2011 al inaugurarse la nueva estación de Vigo-Guixar ya que los trenes cambiaron su recorrido dejando en desuso las vías que conducían a la estación de Chapela y de Vigo-Urzáiz. El espacio ocupado por las vías del trazado ferroviario hasta Vigo está siendo transformado en una vía verde.

### Correos
El código postal asignado a la parroquia de Chapela es 36320.

### Teléfono
El prefijo telefónico de Chapela es el 45 98645----

## Dotaciones
- Centro de deportes acuáticos
- Pabellón de deportes

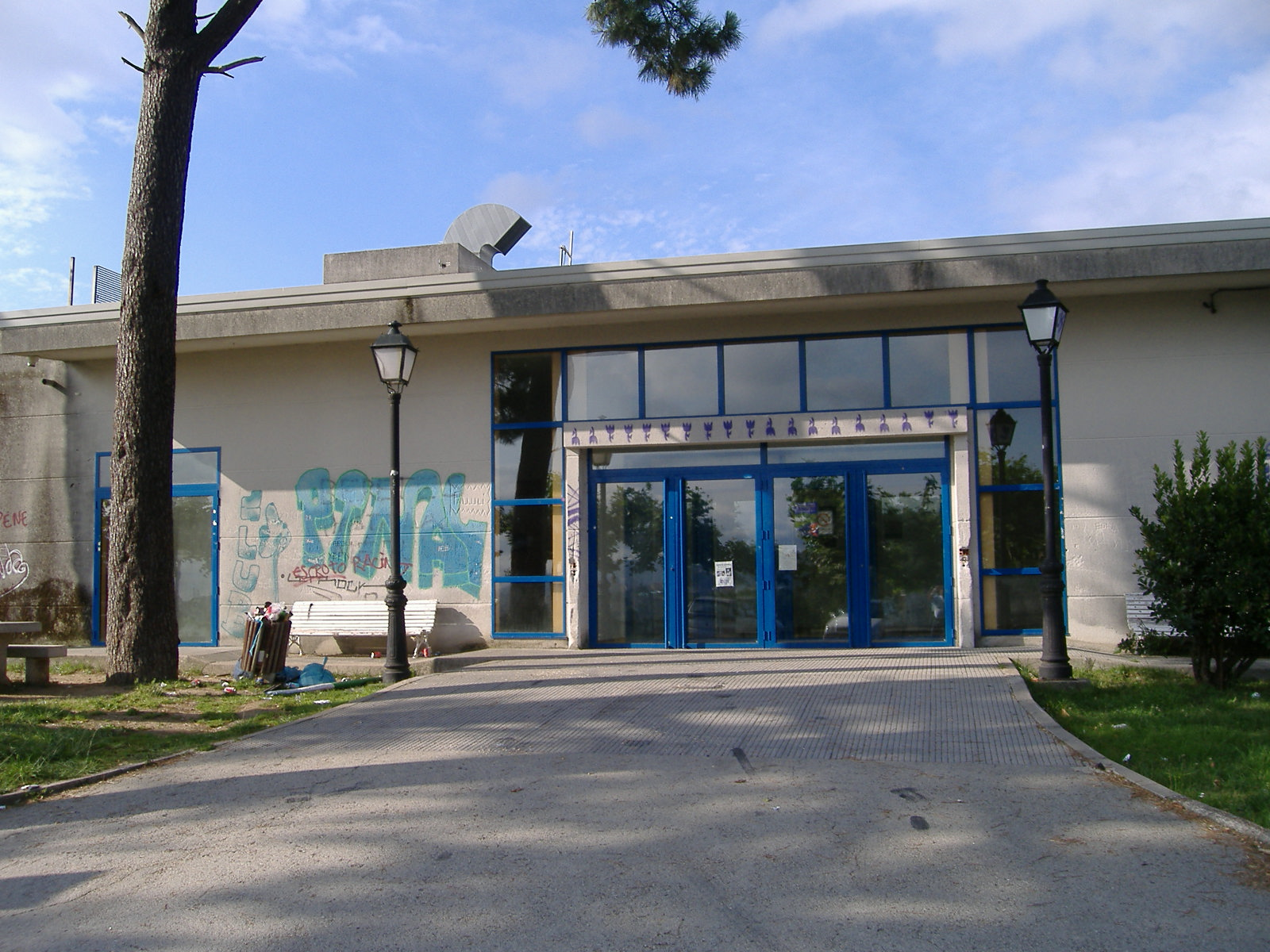
Centro multiusos

- Centro de salud, en la avenida de Redondela
- Oficina de Correos
- Pantalán deportivo
- Centro multiusos
- Biblioteca, ubicada dentro del multiusos
- Tres centros de educación primaria
- Centro de educación secundaria y profesional
- Campo de fútbol

## Fiestas
- Fiesta del Carmen, en honor a la patrona de los marineros que se celebra en el último fin de semana del mes de julio.
- Fiesta del Día del Remo. Chapela es el primer lugar de España y el mundo en recoger esta fiesta del día del remo que se celebra la tercera semana de septiembre. Pueblo con arraigada afición a esta disciplina deportiva, posee el Club de Remo Chapela, que tiene en su poder un gran palmarés tanto en campeonatos gallegos, así como en los campeonatos de España. En este club se practican las dos modalidades de remo (banco móvil o remo olímpico y banco fijo) aunque se centra en el banco fijo. Página oficial http://www.crchapela.com/

http://www.diadelremo.es Archivado el 4 de septiembre de 2019 en Wayback Machine.
http://www.farodevigo.es/comarcas/2016/10/25/chapela-celebra-dia-remo-regata/1557361.html
- Fiesta del Mejillón, en la segunda semana de agosto.
- Fiesta de San Fausto, en honor al patrón de la parroquia, 13 de octubre
- Fiesta del "entierro del berete". Se celebra siempre el sábado después del miércoles de ceniza. Es una fiesta que cada año acoge a más asistentes. Las comparsas y cabalgatas , entre ellas la primera de todas que es la que lleva el meco del berete (un pez gigante símbolo de Chapela) , salen desde el Alto de la Encarnación terminando en la playa de Arealonga, donde se hace una gran hoguera en la que se quema el meco.

## Personas destacadas
- Marcos Serrano: ciclista profesional, ganador de una etapa del Tour de Francia 2005
- Suso Vaamonde: cantautor